# جان ماري دولافي
جان ماري دولافي (1834-1895) (بالإنجليزية: Jean Marie Delavay)‏ هو عالم نبات فرنسي.